# Университет „Ким Ир Сен“
Университетът „Ким Ир Сен“ (на корейски: 김일성종합대학) е първият университет на Северна Корея, основан на 1 октомври 1946 г.
Разположен е в северната част на столицата Пхенян. Кампусът му заема площ от 15 хектара и освен главните академични сгради включва 10 отделни административни сгради, 50 лаборатории, библиотеки и музеи, издателска къща, общежития и болница. Компютърната лаборатория има силно ограничен достъп до интернет. Университетът е наречен в чест на първия държавен глава на Северна Корея, Ким Ир Сен.
В университета се изучават около 16 000 студенти. В него се изнасят лекции в областите на социалните науки, правото, изкуството и природните науки. Всички бакалавърски програми са с продължителност от пет години.

## История
През юли 1946 г. временният Народен комитет на Северна Корея решава да се създаде първия университет в Северна Корея. Основаването му е обявено от Ким Ир Сен на 1 октомври същата година. През 1948 г. от университета се отделят четири факултета (инженерен, транспортен, селскостопански и медицински) като самостоятелни университети.
По време на Корейската война, университетът е преместен далеч от центъра на града. Към края на 1955 г. главната сграда на кампуса вече се ремонтира и университетът е преместен обратно в центъра на Пхенян. След войната, университетът Ким Ир Сен се превръща в разсадник за интелектуални дисиденти. Академиците поддържат повече интелектуалците отколкото лоялните на властта, а фракциите в неизгодна позиция в Корейската работническа партия са главно университетски персонал. След Унгарското въстание и Полският октомври от 1956 г., севернокорейските студенти от тези страни бързо са изпратени обратно у дома. Студентите започват да задават неудобни въпроси в университетския кампус, което предизвиква загриженост у севернокорейските власти. Скоро след това, близо сто студенти и няколко души от университетския персонал са изключени. Университетската чистка впоследствие дава тласък на други чистки във всички области на страната.
Към края на 1970-те години над 50 000 студенти годишно завършват университета. Освен това, университетът става важен за Корейската народна армия за обучение на персонал. По това време започват да се преподават курсове по английски.

## Международни отношения
Поради затворения характер на севернокорейското общество, международните отношения на университета са слабо развити, но има взаимодействие с някои университети в Китай и Русия .
По-специално, през 2005 г. е подписано споразумение между Далекоизточния държавен университет във Владивосток и университета. Ким Ир Сен относно сътрудничеството  . През 2015 г. ефподписано споразумение и между Новосибирския държавен университет и университета Ким Ир Сен  .

## Департаменти

### Социални науки
- История
- Философия
- Управление и икономика
- Право
- Политика
- Международни отношения
- Корейски език
- Чужди езици
- Революционна история на Ким Ир Сен
- Революционна история на Ким Чен Ир

### Природни науки
- Физика
- Математика
- Биология
- География
- Химия
- Геология
- Ядрена енергетика
- Автоматика
- Компютърни технологии